# Erigone palustris
Erigone palustris är en spindelart som beskrevs av Alfred Frank Millidge 1991. Erigone palustris ingår i släktet Erigone och familjen täckvävarspindlar.
Artens utbredningsområde är Peru. Inga underarter finns listade i Catalogue of Life.